# Illa Spratly
L'Illa Spratly (Tagal: Lagos; xinès: 岛 南威, pinyin: Dao Nanwei; vietnamita: Đảo Truong Sa) és una illa a les Illes Spratly al Mar de la Xina Meridional. Amb una superfície de 13 hectàrees (0,13 km²), és la quarta illa més gran de l'arxipèlag de les Spratly i les més gran entre les illes Spratly ocupades pels vietnamites. Està coberta amb arbustos i gespa. És la llar d'algunes aus i té dipòsits de guano. Un obelisc de 5,5 m d'altura està situat en l'extrem sud. L'illa té una pista d'aterratge de 610 metres (667 iardes) i un petit port pesquer. Situada al llarg de l'escull està per sobre de l'aigua durant la marea baixa.
Aquesta illa, ocupada per Vietnam des de 1974, també és disputada per la Xina i Taiwan.